# Dracy-Saint-Loup
Dracy-Saint-Loup és un municipi francès, situat al departament de Saona i Loira i a la regió de Borgonya - Franc Comtat. L'any 2007 tenia 552 habitants.

## Demografia

### Població
El 2007 la població de fet de Dracy-Saint-Loup era de 552 persones. Hi havia 219 famílies, de les quals 43 eren unipersonals (16 homes vivint sols i 27 dones vivint soles), 82 parelles sense fills, 82 parelles amb fills i 12 famílies monoparentals amb fills.
La població ha evolucionat segons el següent gràfic:
Habitants censats

### Habitatges
El 2007 hi havia 273 habitatges, 225 eren l'habitatge principal de la família, 11 eren segones residències i 37 estaven desocupats. 266 eren cases i 7 eren apartaments. Dels 225 habitatges principals, 199 estaven ocupats pels seus propietaris, 21 estaven llogats i ocupats pels llogaters i 5 estaven cedits a títol gratuït; 10 tenien dues cambres, 23 en tenien tres, 82 en tenien quatre i 110 en tenien cinc o més. 171 habitatges disposaven pel capbaix d'una plaça de pàrquing. A 82 habitatges hi havia un automòbil i a 120 n'hi havia dos o més.

### Piràmide de població
La piràmide de població per edats i sexe el 2009 era:
| Homes | Edats   | Dones |
| ----- | ------- | ----- |
| 0     | 95 o +  | 0     |
| 0     | 90 a 94 | 4     |
| 0     | 85 a 89 | 8     |
| 4     | 80 a 84 | 4     |
| 4     | 75 a 79 | 16    |
| 20    | 70 a 74 | 16    |
| 4     | 65 a 69 | 16    |
| 16    | 60 a 64 | 24    |
| 20    | 55 a 59 | 8     |
| 36    | 50 a 54 | 36    |
| 44    | 45 a 49 | 32    |
| 12    | 40 a 44 | 20    |
| 4     | 35 a 39 | 4     |
| 36    | 30 a 34 | 20    |
| 4     | 25 a 29 | 16    |
| 28    | 20 a 24 | 12    |
| 28    | 15 a 19 | 16    |
| 20    | 10 a 14 | 16    |
| 24    | 5 a 9   | 8     |
| 16    | 0 a 4   | 8     |

## Economia
El 2007 la població en edat de treballar era de 374 persones, 279 eren actives i 95 eren inactives. De les 279 persones actives 262 estaven ocupades (153 homes i 109 dones) i 17 estaven aturades (11 homes i 6 dones). De les 95 persones inactives 29 estaven jubilades, 29 estaven estudiant i 37 estaven classificades com a «altres inactius».

### Ingressos
El 2009 a Dracy-Saint-Loup hi havia 236 unitats fiscals que integraven 600 persones, la mediana anual d'ingressos fiscals per persona era de 16.971,5 €.

### Activitats econòmiques
Dels 15 establiments que hi havia el 2007, 1 era d'una empresa extractiva, 1 d'una empresa alimentària, 1 d'una empresa de fabricació d'altres productes industrials, 1 d'una empresa de construcció, 4 d'empreses de comerç i reparació d'automòbils, 2 d'empreses de transport, 1 d'una empresa d'hostatgeria i restauració, 2 d'empreses de serveis, 1 d'una entitat de l'administració pública i 1 d'una empresa classificada com a «altres activitats de serveis».
Dels 2 establiments de servei als particulars que hi havia el 2009, 1 era una fusteria i 1 restaurant.
L'únic establiment comercial que hi havia el 2009 era una fleca.
L'any 2000 a Dracy-Saint-Loup hi havia 24 explotacions agrícoles que ocupaven un total de 1.602 hectàrees.

## Equipaments sanitaris i escolars
El 2009 hi havia una escola elemental.

## Poblacions properes
El següent diagrama mostra les poblacions més properes.